# テクノストレス
テクノストレス（英語: Technostress）とは、コンピュータ技術に適応できないという不安や、依存度が高まることによる不安の意味として提唱された。次第に（コンピュータディスプレイを使った）VDT作業による疲労を指して使われるようになっている。テクノ不安症やテクノ依存症とも。

## 概説
テクノストレスは、1984年にアメリカの心理学者クレイグ・ブロードが著書にて提唱した用語である。同年に邦訳も発売されている。1980年代にはそうした不安や依存の例も多かったが、コンピュータ機器の普及により減った。
マサチューセッツ工科大学 (MIT) のシェリー・タークルは、『セカンドセルフ』にて、コンピュータと人間の心理に踏み込んだ説を発表した。1980年代にはこのような研究洞察が様々に紹介されるようになり、コンピュータと精神的健康とについて関心が高まった。
1986年のプログラム開発技術者の調査では特に燃え尽きによるうつ状態が多く、次に心身症が多かった。

## テクノ依存
テクノ依存とは、コンピュータに中毒的に没頭することで、機械的に考え、コミュニケーション下手となった病態、または、コンピュータの操作ができないのではという不安から、コンピュータを避けることでうつ病や神経症を引き起こす病態である。
新しいタイプにはインターネット依存症があり、社会生活に影響を及ぼすほどインターネットに没頭している。これらを予防するには、使用時間の管理が必要である。